# Eutímenes de Massália
Eutimenes ou Eutímenes, o Massaliota (Εὐθυμένης ὁ Μασσαλιώτης) é um navegador e explorador da cidade de Massália (Marselha) da segunda metade do século VI a.C. A sua viagem no Atlântico Sul, intitulada Viagem do Mar Exterior, ao longo das costas africanas, é-nos muito pouco conhecida,  porque apenas um fragmento foi preservado.
| “ | Eutímenes de Massília afirma, tendo navegado lá, que o Mar Exterior flui na direção geral da Líbia e está voltado para o norte e a Ursa Maior. Na maioria das vezes este mar é plano, mas quando empurrado pelos ventos etésios, ele incham e, nesses dias, corre para dentro, retornando ao seu estado anterior quando os ventos etésios não sopram. Este mar é calmo e tem monstros aquáticos um pouco semelhante aos crocodilos e hipopótamos que vivem no Nilo. | ” |

## Biografia
Sabemos pouco sobre a vida de Eutímenes. Não é citado antes do período romano nas fontes que chegaram até nós. O século VI a.C. é a época das explorações de Cartago e os Massaliotas certamente não queriam ser distanciados.   As duas cidades também estavam em conflito pelo controle do comércio no Mediterrâneo Ocidental e até entraram em confronto durante a Batalha de Alália por volta de 540-535 a.C. 

### Exploração das costas africanas
Partindo para explorar as costas além das Colunas de Hércules, Eutímenes segue a costa africana até à foz de um grande rio que abriga monstros aquáticos talvez semelhantes aos crocodilos e hipopótamos que vivem no Nilo.  Este rio tem sido geralmente identificado com o rio Senegal, mas esta identificação não parece sustentável.   A menção do nome de “Cremetes» para este rio, dado por alguns autores modernos, não aparece no único fragmento de Eutímenes, mas tem por origem a Viagem de Hanão.
Se Eutímenes chegou tão longe, talvez tenha sido para verificar a presença de cartagineses nesta região. Os Massaliotas deviam ter ouvido falar de um explorador cartaginês chamado Hanão que visitou a mesma região na mesma época. Mas Eutímenes não parece ter aprendido nada que interessasse os Massaliotas, que não deram continuidade às explorações nesta região.
A suposta ligação assumida por Eutímenes entre o Nilo e o Senegal permaneceu no mapa hidrográfico africano até ao início do século XVIII. Foram necessários dois mil anos, e o geógrafo francês Guillaume Delisle, em 1720, para corrigir o erro.

## Legado
É citado por Séneca em Naturales quaestiones (IV.2.22)
A estátua de Eutímenes, criada por Auguste Ottin, aparece na fachada do Palácio da bolsa de Marselha.